# هراچیا ساقاتلیان
هراچیا مارکوسی ساقاتلیان (ارمنی: Հրաչյա Մարկոսի Սաղաթելյան؛  زادهٔ ۱۹۰۴ - درگذشته ۱۹۷۹) یک سرطان‌شناس و پزشک اهل ارمنستان بود.

## زندگی‌نامه
در ۱۹۰۴ در دزوراکاپ به دنیا آمد و از دانشکده پزشکی دانشگاه دولتی ایروان فارغ‌التحصیل شد. وی مرکز ملی سرطان‌شناسی ب. فانارجیان فعالیت می‌کرد.  وی همچنین برنده دانشمند شایسته ارمنستان شوروی شده است. وی در ۱۹۷۹ در سن ۷۵ سالگی در ایروان درگذشت.

## یادداشت
1. ↑  բժշկական գիտությունների դոկտոր